# Disney Star
A Disney Star a The Walt Disney Company tulajdonában lévő ázsiai televízióhálózat. A Disney Star India legnagyobb televíziós és szórakoztató hálózata.
1990-ben a Hutchison Whampoa és a Li Ka-Shing vegyesvállalatként megalapították a Star TV (Satellite Television Asian Region), hogy elindítsák a hollywoodi angol nyelvű szórakoztató műsorokat. csatornák az ázsiai közönség számára.
2009-ben a News Corporation három különálló egységgé – STAR India, STAR China Media és Fox International Channels Asia – szervezte át a hálózatot.
1992-ben Rupert Murdoch amerikai médiamogul 1 milliárd amerikai dollárért felvásárolta a céget. 2008-ban Shiau Hong-chi író azt állította, hogy Murdoch a feltételezett médiaglobalizáció miatt vásárolta fel a STAR TV-t, mely szerint az emberek nemzetüktől és anyanyelvüktől függetlenül egyazon televíziós műsorokat fogják nézni. Shiau szerint a STAR TV az eredeti tervek szerint a lehető legkisebb erőfeszítés mellett népszerű amerikai műsorokat közvetített volna az ázsiai közönségnek. A terv végül sikertelennek bizonyult, így a cégnek helyi műsorokat gyártó helyi ágazatokba kellett fektetnie.
2015 februárjában a STAR India elindítja indiai streaming szolgáltatását, a Hotstar mobil és online szórakoztató OTT platformot, amely 9 indiai nyelven tartalmaz tartalmat, és sporteseményeket közvetít.
2017. december 14-én a The Walt Disney Company bejelentette, hogy szándékában áll megvásárolni a STAR India anyavállalatát 21st Century Fox, US$52.4 milliárd dollárért, miután bizonyos vállalkozásokat kiválnak a március 20-án zárul az ügylet.